# André-Adolphe-Eugène Disdéri

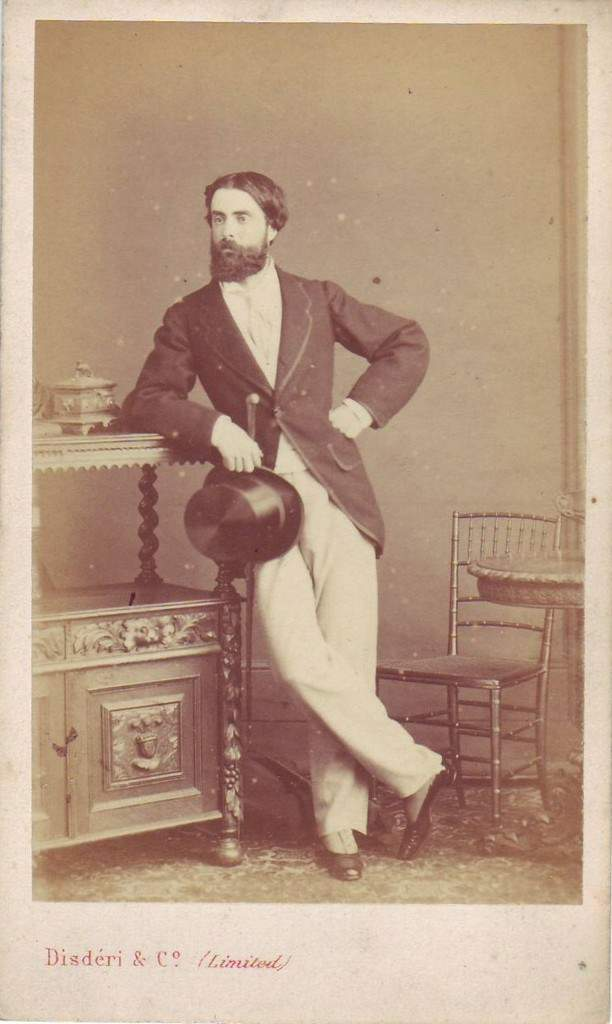
Italský velvyslanec, carte de visite

André-Adolphe-Eugène Disdéri (28. března, 1819, Paříž — 4. října, 1889, Paříž) byl francouzský portrétní fotograf, který začal svou kariéru jako daguerrotypista, ale později se proslavil patentováním nového typu portrétů, takzvaných carte de visite. Jeho manželka Geneviève Élisabeth Disdéri s ním provozovala daguerrotypický ateliér v Brestu od pozdních 40. let 19. století.

## Život
Disdéri zpočátku pracoval v mnoha zaměstnáních, ale zároveň studoval umění. Začal jako daguerrotypista v Brestu roku 1848 nebo 1849, ale roku 1852 se přestěhoval do Paříže a ulehčil mnoha lidem přístup k levným portrétům.
Málo se však ví, že fotografické portréty ve formátu carte de visite vyráběl ještě před Disdérim francouzský portrétní fotograf z Marseille Louis Dodéro. V článku v časopisu La Lumière z 24. srpna 1851 popsal Frances Wey, spisovatel a kritik fotografie, Dodérovu myšlenku uvedení malé fotografie na kartičce, která by umožňovala „místo jména mít na vizitce vlastní portrét.“ V roce 1851 Dodéro také vycítil, že toto zmenšení formátu identifikační podobenky může být použito pro úřední dokumenty, jako pas nebo lovecký lístek.

## Disderi acarte de visite
Dne 22. listopadu roku 1854 si nechal patentovat takzvané carte de visite („vizitky“). Disdéri vyrobil rotační fotoaparát, který uměl udělat osm různých obrázků na jedno políčko negativu o velikosti 63×95 mm. Fotoaparát, který se inspiroval stereoskopickými kamerami, byl opatřen čtyřmi objektivy a snímal na pohyblivou fotografickou desku. Po vytištění na albuminový papír byly obrázky rozstřiženy na malé portréty, nalepeny na karton a používány jako navštívenky. Na snímku zobrazil většinou celou postavu od hlavy k patě v umělém prostředí ateliéru, v obyčejné póze s harmonickou a příjemnou optikou. Tak uvedl do fotografie její schopnost poskytnout levně a každému jeho podobiznu. Při velkolepé reklamě a nízkých cenách dosáhl toho, že do jeho portrétního ateliéru v Paříži přicházelo pro vlastní podobiznu mnoho lidí. Velmi brzy se ateliér stal chrámem fotografie - místem jedinečného skvostu a elegance, který denně prodal 300 až 400 portrétů. Vizitky ovládly svět během 60. a 70. let 19. století a značně tak přispěly rozšíření a popularizaci fotografie. Vizitky bylo relativně snadné i levné kopírovat ve větším počtu na rozdíl od drahých a velkých daguerrotypií. Fotografické vizitky si pak mohli přátelé vyměňovat mezi sebou a díky standardnímu formátu sbírat a umísťovat do rodinných alb. Vizitky se staly populární až poté, když v květnu 1859 Disdéri vyfotografoval ve svém ateliéru Napoleona III., který kvůli fotografii přerušil svou cestu do války. Ještě větší popularitu získaly vizitky poté, když se nechala vyfotografovat celá královská rodina v Londýně. Během tří měsíců se prodalo 70 000 fotografických vizitek a údajně jich bylo vyrobeno ještě 200 000 dalších. Napoleon III. jmenoval Disdériho svým dvorním fotografem a zajistil mu jisté příjmy.
Vynikající francouzský fotograf Nadar, který byl Disdériho konkurent na poli portrétní fotografie, napsal ve své autobiografii „Quand j'étais photographe“ o novém vynálezu carte de visite:
| „ | Znamená to pohromu. Buď tomu podlehnete – jak se říká, následujete trend – nebo rezignujete. | “ |

## Další vynálezy
Disdéri si také nechal patentovat dvouokou zrcadlovku.

## Inspirace
Disdérim se inspirovala skupina českých fotografů Jan Malý, Jiří Poláček a Ivan Lutterer, když podobně jako on snímali ve svém cyklu Český člověk portréty obyčejných lidí v umělém prostředí ateliéru, vždy celou postavu od hlavy k patě, ale v obyčejné póze s harmonickou a příjemnou optikou.

## Galerie

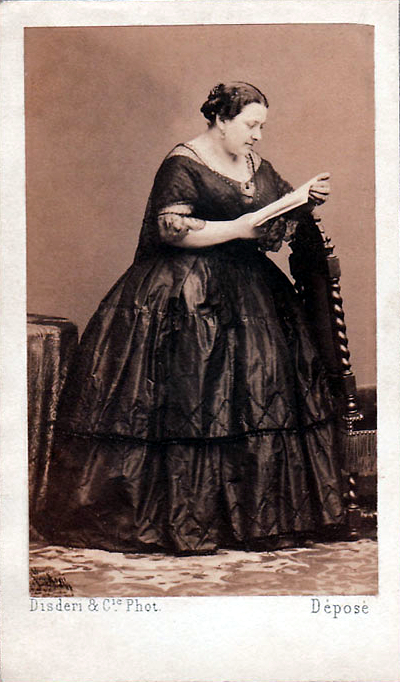
Marietta Alboni, operní zpěvačka, (1826–1894)
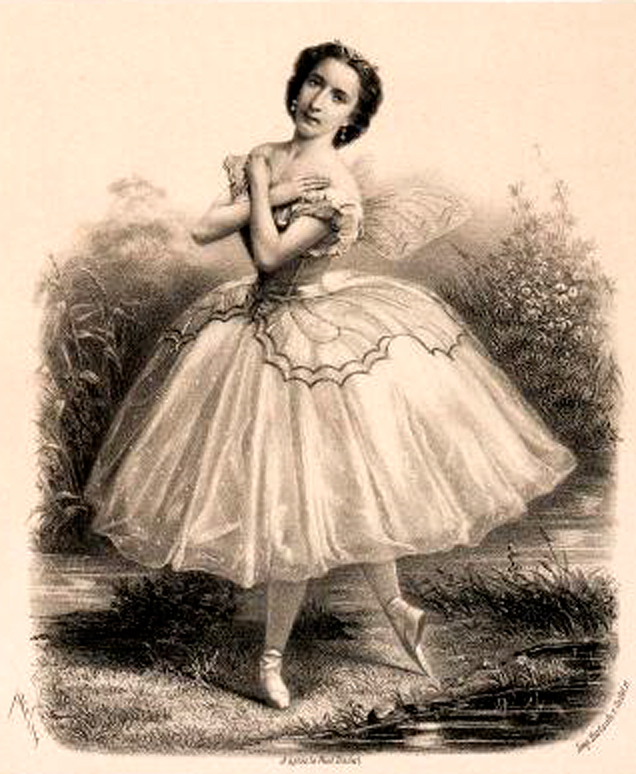
Emma Livry jako Farfalla v baletu Taglioniho/Offenbacha Le Papillon, Paříž, 1861, litografie podle Disdériho fotografie
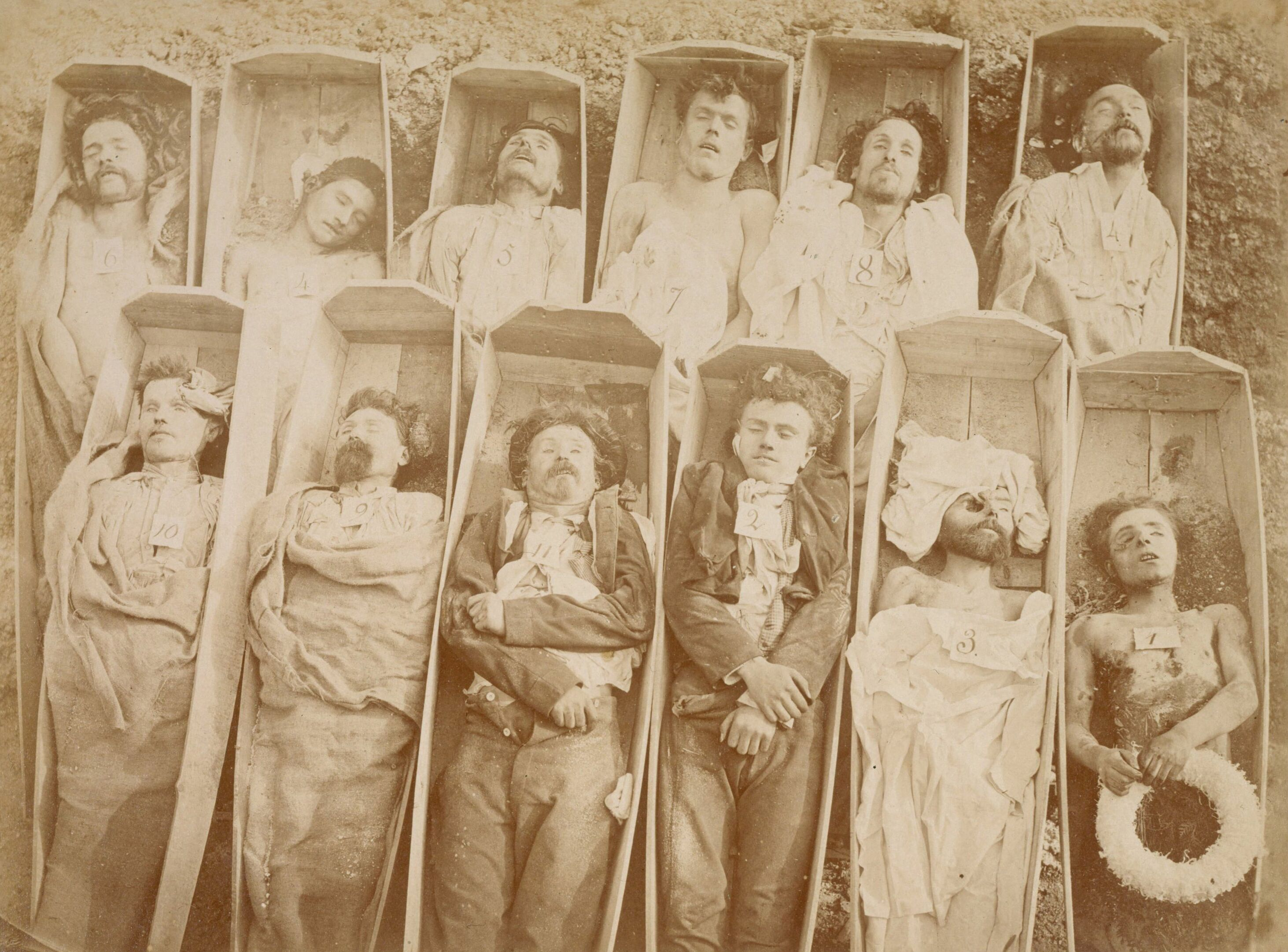
Těla vojáků zabitých během povstání Pařížské komuny
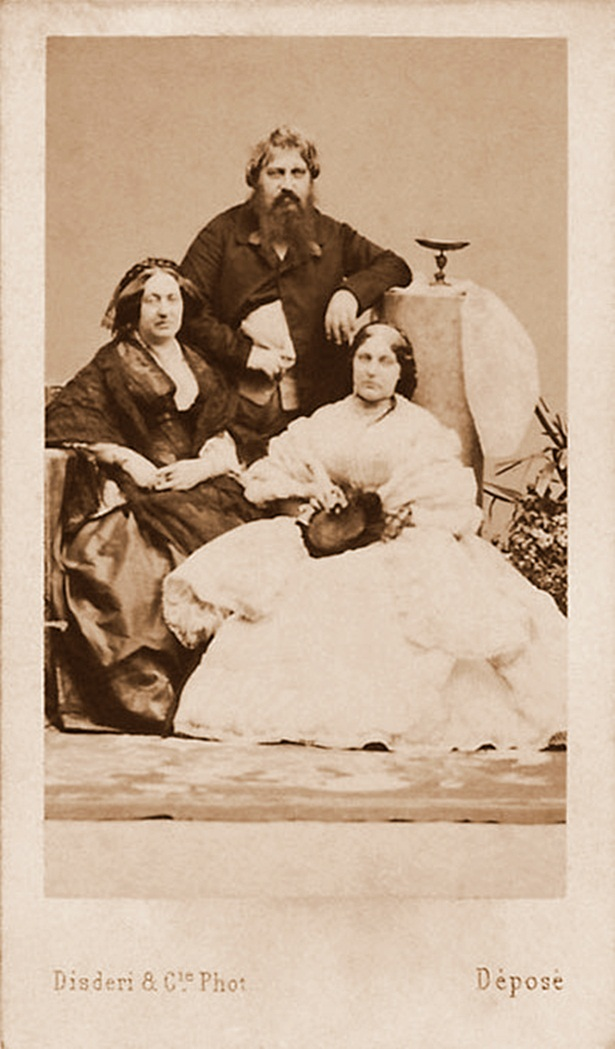
Carlo di Borbone, Capuánský princ (1811–1862), jeho žena komtesa Penelope Smythová a jejich dcera Vittoria di Borbone (1838–1905)